# Securigera atlantica
Securigera atlantica là một loài thực vật có hoa trong họ Đậu. Loài này được Boiss. & Reut. miêu tả khoa học đầu tiên.